# Dipsas maxillaris
Dipsas maxillaris är en ormart som beskrevs av Werner 1909. Dipsas maxillaris ingår i släktet Dipsas och familjen snokar. Inga underarter finns listade i Catalogue of Life.
Arten är endast känd från ett exemplar som enligt den första beskrivningen kom från delstaten Tabasco i Mexiko. Senare avhandlingar antar däremot att Dipsas maxillaris lever i Sydamerika. Individen som är i dåligt skick förvaras i ett museum. Kanske är Dipsas maxillaris identisk med en annan art av samma släkte. IUCN kategoriserar arten globalt som otillräckligt studerad.